# 藤原泰子
藤原 泰子（ふじわらの たいし/やすこ、嘉保2年（1095年） - 久寿2年12月16日（1156年1月10日））は、平安末期の后妃、女院。鳥羽上皇の皇后。院号は高陽院（かやのいん）。初名は勲子（くんし/いさこ）。
摂政関白太政大臣・藤原忠実（知足院関白）の三女。母は右大臣・源顕房の女・師子（従一位）。異父兄に覚法法親王。同母弟に摂政関白・藤原忠通（法性寺関白太政大臣）、異母弟に左大臣・藤原頼長（宇治左大臣）がいる。

## 生涯
摂関家の嫡妻腹の一人娘という高貴な血筋によって、幼少より后がねの姫君として育てられた。天仁元年（1108年）頃、8歳年下の幼帝・鳥羽天皇に入内するよう時の治天の君・白河院に命ぜられたが、父・忠実はこれを固辞する。しかし、当時の忠実は皇室との血縁の薄さが弱点となっており、永久元年（1113年）にも再び入内の話が具体化し、同時期に嫡男・忠通と白河院の愛妾・祇園女御の養女・藤原璋子（閑院流藤原公実の娘、のちの待賢門院）との縁談も進む。これが実現すれば摂関家と皇室の関係が強化されるだけでなく、忠実が悩ませていた勲子の将来も定まり、かつ将来の天皇の外戚になれる可能性が生まれ、法皇の娘婿となる忠通が将来の摂関への道が確実になるという、当事者全員にとって利益のあるものと思われた。しかし忠実は、璋子が性的奔放という噂を耳にし、忠通と璋子の婚姻を断ってしまう。これに対し白河院は、永久5年12月13日（1118年1月6日）に代わりに璋子を鳥羽天皇のもとに入内させ、わずか1か月後の永久6年1月26日（同年2月18日）には中宮に立てられたことで、勲子ら他の女性の入内を禁じられた。保安元年（1120年）、白河院が熊野御幸に出ている間に、今度は忠実から鳥羽天皇に対して直接勲子の入内を打診する。白河院からの自立を模索していた鳥羽天皇は前向きに返答したが、これが白河院に漏れたことで忠実は関白と兼職の内覧を罷免され、宇治隠居を余儀なくされた（保安元年の政変）。この間にも忠実は愛娘の身の振り方に心を悩ませ、勲子のために元永元年8月（1118年）に使いを伊勢の大神宮に遣わして祈祷させたことが『殿暦』元永元年8月2日条に見える。
将来が不透明なまま盛りも過ぎた勲子にとって、大治4年（1129年）7月7日に白河法皇が崩じたことは運命に転機をもたらした。長く宇治に籠居していた忠実は政界に復帰し、鳥羽院政の下、摂関家は権威回復に着手した。その一環として浮上したのが、勲子の入内である。鳥羽上皇は忠実の要望を容れ、勲子が39歳の高齢であるにもかかわらず長承2年（1133年）6月29日に彼女を入内させる。翌長承3年（1134年）3月2日には廷臣の反対を退けて上皇の妃ながらに女御宣下を与え、同月19日にはこれまた異例中の異例として皇后宮に冊立したのである。この時、泰子と改名。保延5年（1139年）7月28日、泰子は院号宣下を受け、御所名に由来する高陽院を称した。永治元年（1141年）、先に入道した鳥羽院に続いて、5月5日宇治において落飾。
皇后・女院という女性の最高位には昇ったものの、泰子の年齢を考えると皇子女出産は不可能に近いことだった。立后の翌年、彼女は上皇の寵姫・藤原得子（のちの美福門院）所生の皇女・叡子内親王を養女とした。得子と泰子の仲は比較的良好であったらしい。親子ほども年の差があることも手伝ってか、二人の間には、待賢門院と得子の間に見られたような憎悪の火花を散らす戦いは終になかった。叡子は高陽院姫宮と呼ばれ、泰子の鍾愛を受けて育ったが、久安4年（1148年）12月8日、14歳で夭折した。
泰子立后の時、皇后宮大夫に任ぜられたのは泰子の異母弟であり、その庇護下に入っている頼長であった。忠実が白河院によって罷免された際、後任の関白としてその長男・忠通が就いたが、鳥羽院政が開始されると忠実は内覧に復し、忠通の関白は有名無実のものとなった。忠実は柔弱な忠通に物足りなさを感じてか、強い個性の持ち主である頼長に望みを託し、ゆくゆくは摂関家を彼に継がせるつもりで、泰子の傘下に入れて庇護を得させるよう計らった。泰子もそれに応え、長姉として頼長をよく庇護し、鳥羽院と忠実・頼長父子の交流の絆となるよう勤めた。殊に鳥羽院の愛児・近衛天皇が夭折してより後は、美福門院や忠通の讒言によって忠実・頼長父子は院から遠ざけらされていったが、泰子はその間に立って重要な緩和作用を果たした。その泰子が久寿2年3月（1155年）、不予の徴候を示すようになる。
久寿2年（1155年）12月16日、泰子は61年の一生を高陽院において終えた。遺骸は御願寺・洛東の福勝院護摩堂の板敷の下に埋葬。その後、後ろ盾を失った忠実・頼長の立場は次第に危うくなり、保元の乱へ突入して行った。
泰子は忠実から、高陽院領として知られる50余箇所の荘園群を伝領したが、死後に彼女の猶子・近衛基実（忠通の四男、嫡子）に譲渡され、近衛家領の一部分となった。

## 人物
『十訓抄』第八には、長く養女として育てた叡子内親王が久安4年（1148年）死去した際、藤原隆季が泰子のいる御簾の前を通ったが、泣いている気配は全くせず、喜怒哀楽を表にあらわさない様子を感嘆したという話が伝えられている。また、「あまりに男遠くて、男女ならび居たる絵描ける扇をば、捨てられなど」したという、極端な男嫌いであったことが伝えられている。